# Nastassja Bolívar
Nastassja Isabella Bolívar Cifuentes (sinh ngày 24 tháng 10 năm 1988 tại Miami) là nữ diễn viên người Mỹ gốc Nicaragua, người dẫn chương trình TV và nữ hoàng sắc đẹp đoạt giải Nuestra Belleza Latina 2011. Cô được trao vương miện Hoa hậu Nicaragua 2013 và đại diện Nicaragua tham gia cuộc thi Hoa hậu Hoàn vũ 2013.

## Đầu đời
Nastassja Bolivar có thể nói tiếng Anh, tiếng Pháp và tiếng Tây Ban Nha. Khi cô thử giọng cho Nuestra Belleza Latina 2011, cô đang theo học ngành bán thời trang tại Đại học Nghệ thuật và Thiết kế Quốc tế Miami. Tuy nhiên, với khả năng xuất hiện trong nhiều chương trình trong một năm khi Univision đưa ra hợp đồng, cô quyết định tham gia sản xuất các chương trình truyền hình.

## Các cuộc thi

### Nuestra Belleza Latina 2011
Vào ngày 22 tháng 5 năm 2011, Nastassja Bolivar đến từ Nicaragua thắng cuộc thi sắc đẹp / chương trình thực tế Nuestra Belleza Latina 2011 trên Univision. Sau 12 tuần thi đấu, Nastassja giành được 250.000 đô la tiền mặt và giải thưởng và hợp đồng một năm với Univision Network. Cô là người chiến thắng đầu tiên (và cho đến nay) được sinh ra và lớn lên ở lục địa Hoa Kỳ.

### Hoa hậu Nicaragua 2013
Nastassja Bolivar được trao vương miện Hoa hậu Nicaragua 2013 tại cuộc thi sắc đẹp Hoa hậu Nicaragua lần thứ 31. Farah Eslaquit, Hoa hậu chiến thắng cuộc thi Hoa hậu Nicaragua 2012 trao vương miệnc hho Hoa hậu Nicaragua 2013 tại cuộc thi sắc đẹp diễn ra tại Nhà hát Quốc gia Ruben Dario vào tối thứ bảy ngày 2 tháng 3 năm 2013. Cô được chọn là Hoa hậu Hoàn vũ Nicaragua 2013 và đại diện chính thức của Nicaragua tham gia lần tổ chức thứ 62 của cuộc thi sắc đẹp Hoa hậu Hoàn vũ.

### Hoa hậu Hoàn vũ 2013
Bolivar đại diện cho Nicaragua tham gia cuộc thi Hoa hậu Hoàn vũ 2013 vào ngày 9 tháng 11 năm 2013 tại Moskva, Nga, cuộc thi mà cô trở thành người phụ nữ thứ ba đến Nicaragua kết thúc với vị trí trong Top 16. Trong cuộc thi sơ bộ Nastassja giành giải Trang phục Quốc gia xuất sắc nhất và được tặng một khoản tín dụng $ 5,000 từ Ngân hàng Standard Nga.